# Patrocínio
Patrocínio – miasto i gmina w Brazylii, w stanie Minas Gerais. Znajduje się w mezoregionie Triângulo Mineiro e Alto Paranaíba i mikroregionie Patrocínio.
W mieście mają siedzibę kluby piłkarskie CA Patrocinense i SE Patrocinense.